# جيمي فورست (عازف جاز)
جيمي فورست (بالإنجليزية: Jimmy Forrest)‏ هو عازف جاز أمريكي، ولد في 24 يناير 1920 في سانت لويس في الولايات المتحدة، وتوفي في 26 أغسطس 1980 في غراند رابيدز في الولايات المتحدة.

## وصلات خارجية
- جيمي فورست على موقع IMDb (الإنجليزية)
- جيمي فورست على موقع ميوزك برينز (الإنجليزية)
- جيمي فورست على موقع أول ميوزيك (الإنجليزية)
- جيمي فورست على موقع ديسكوغز (الإنجليزية)